# Trox confluens
Trox confluens är en skalbaggsart som beskrevs av Thomas Vernon Wollaston 1864. Trox confluens ingår i släktet Trox och familjen knotbaggar. Inga underarter finns listade i Catalogue of Life.